# Hastelloy

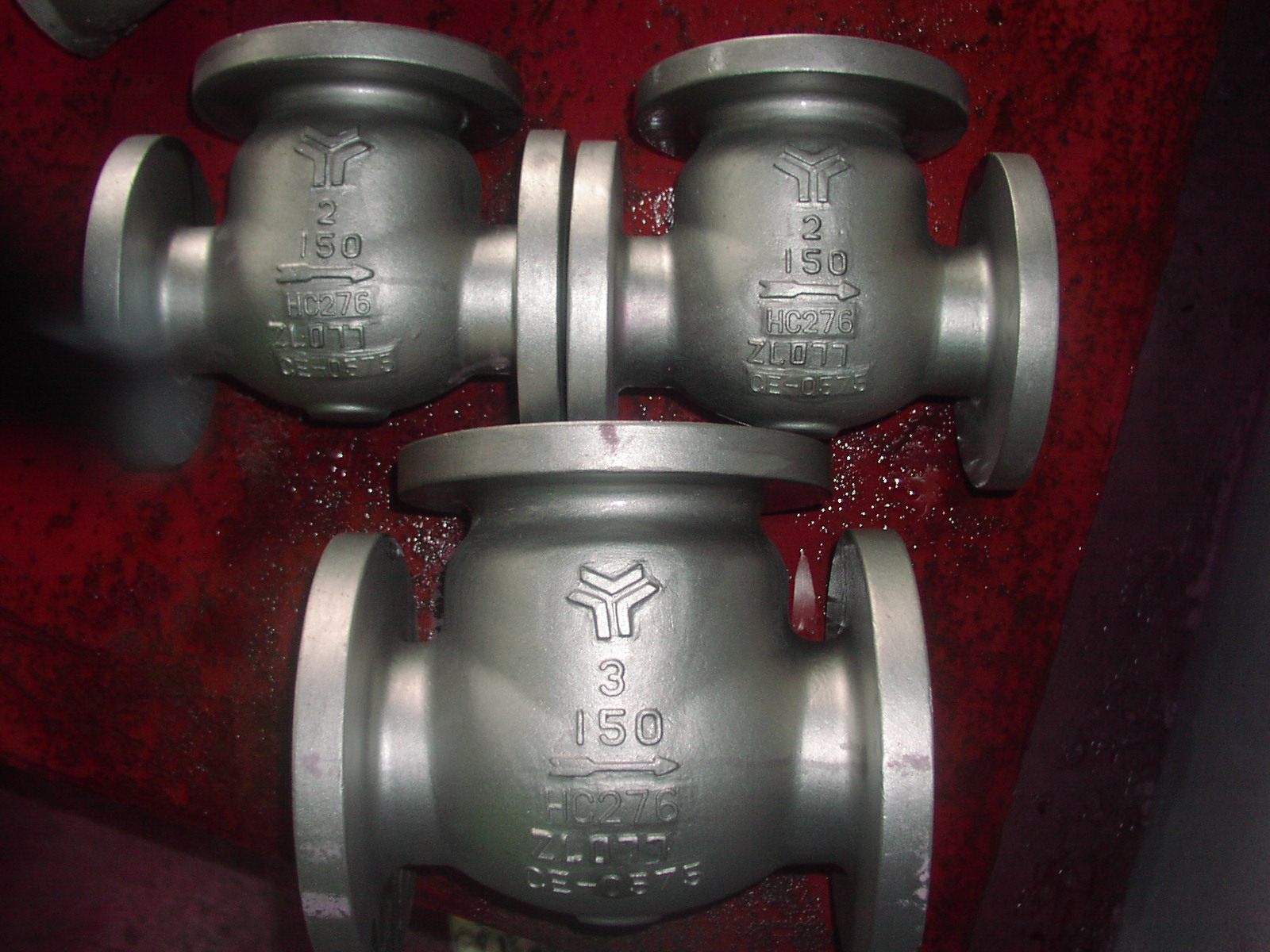
Korpusy zaworów wykonane z hastelloyu

Hastelloy – stop metali opracowany przez firmę Haynes International. Jest stopem niklu (50–55%) z chromem i molibdenem (9%) (17–21%), zawierający jako dodatki stopowe wolfram, krzem, kobalt (do 1%) oraz żelazo – reszta. Stop ten charakteryzuje się wysoką żaroodpornością, znaczną odpornością na korozję oraz w niektórych odmianach dużą żarowytrzymałością. Hastelloy znalazł zastosowanie w produkcji aparatury chemicznej, części maszyn, pomp, zaworów, niektórych części silników odrzutowych oraz turbin gazowych.